# Benignitas-Gemeinschaft
Die Benignitas-Gemeinschaft ist ein weibliches Institut des geweihten Lebens in der Römisch-katholischen Kirche. Sie ist ein Säkularinstitut diözesanen Rechts und wurde 1949 gegründet.

## Geschichte
Die Gemeinschaft wurde 1949 in Regensburg gegründet. Ausschlaggebend war die Nachkriegsnot für Kinder und Jugendliche. Frauen schlossen sich zusammen und übernahmen die Betreuung von Hilfsbedürftigen. Benignitas (lat.) bedeutet „tugendhafte Güte“, „Gutherzigkeit“. Die Frauen ließen sich vom Wahlspruch aus dem Brief des Paulus an Titus 3,4  leiten, in dem es heißt: „Als aber die Güte und Menschenliebe Gottes, unseres Retters, erschien, hat er uns gerettet.“

## Gemeinschaftsleben
Für die in kleinen Gemeinschaften oder Einzelhaushalten lebenden Mitglieder bedeutet ihr Wirken die Lebenswirklichkeit und Nöte zu erkennen sowie Solidarität und Hilfe anzubieten. Die Mitwirkenden leben mitten unter den Menschen und verwirklichen nach den Evangelischen Räten ihr Gelübde auf Armut, Ehelosigkeit und Gehorsam. 
Zu ihren Angeboten zählen Bibelabende, Gebetsstunden und Gebetsnächte. Zum Alltag gehört die Feier der Heiligen Messe ebenso wie Anbetung, Meditation, Stundengebet und Schriftlesung.